# Assimilation (lingvistik)
Assimilation är inom lingvistiken förändring av ett språkljud till större likhet med ett närliggande ljud. Orsaken är talarnas strävan mot ett lätt och bekvämt uttal. Förändring av ett ljud till större olikhet kallas dissimilation. 

## Typer av assimilation
Kontaktassimilation är assimilation till ett direkt intillstående ljud. Assimilation av ljud som inte gränsar till varandra kallas fjärrassimilation, vilket man bland annat finner i finskans vokalharmoni. Progressiv assimilation är assimilation som gör ett ljud mer likt ett föregående ljud; regressiv assimilation är motsatsen, när ett ljud blir mer likt ett efterföljande ljud. 
Nasalisering (eller nasalassimilation) är en särskild typ av assimilation där två ljud smälter ihop så att de realiseras samtidigt. I ordet enbart realiseras fonemet /n/ som ett nasalt inslag i den föregående vokalen.
Tonassimilation (stämtonsassimilation) betyder att en tonande konsonant som föregås eller följs av en tonlös konsonant blir tonlös. I svenskan är det tonlösheten som är avgörande, inte assimilationens riktning. Svenskan assimilerar tonlöst i båda riktningarna, regressivt och progressivt, ibland parallellt i ord som rådslag där [s]:et tonlöst assimileras av de omkringliggande konsonanterna både till vänster och höger.
En påverkan från ett föregående språkljud kallas progressiv assimilation. Ett exempel är när Sven uttalas som [sfɛn]. Ljudet v avtonas då till f genom åverkan av det föregående tonlösa s. Ett språkljud kan också påverkas av ett efterföljande ljud vilket kallas regressiv assimilation. Ett exempel är när en bit uttalas som [embi:t]. Ljudet n påverkas här att bli bilabialt av det efterföljande ljudet b.

## Språkhistoria
Assimilation ligger bakom många förändringsprocesser i språkens historia. Det ljud som ändras tar över en eller flera av det intilliggande ljudets egenskaper, till exempel artikulationsställe och huruvida det är tonande eller ej. Exempel på assimilation är uttal av /n/ som [m] framför /b/ eller /p/, vilket ger ordet anpassa uttalet ['am,pasa]. Här har /n/ övertagit egenskapen bilabial från den efterföljande klusilen. Assimilation kan även innebära att två ljud smälter samman till ett nytt, gemensamt ljud. Exempel på detta är de svenska rt-, rd-, rl-, rn- och rs-ljuden. Omljud är ett exempel på en viktig assimilationsprocess i de germanska språkens historia, där den bakre stamvokalen i orden assimilerats av vokalen i ordens ändelser. Detta innebär alltså regressiv assimilation. Men även progressiv assimilation har medfört omljud. Ett exempel på detta är när i i fornsvenska biorn påverkade o så att det nuvarande björn uppstod. Även i danska, norska och isländska har denna typ av omljud inträffat. 
Vissa assimilationer förblir uteslutande i talspråket medan andra också blir erkända i språkets skriftsystem. Det kan bero på faktorer som när en viss assimilationsprocess slog igenom (om den redan gjort det när språket i fråga fick sin skrift), dess regelbundenhet, samt på om assimilationsstället är inom ett ord (['am,pasa]) eller överskrider en ordgräns ([empu'li:s] (en polis)).

## Fotnoter
1. ↑  Engstrand, Olle (2007). Fonetik light s. 90
2. ↑  Engstrand, Olle (2007). Fonetik light. sid. 94
3. ↑  Nationalencyklopedin, band 2 (1990), s. 38
4. ↑  Engstrand (2004), s. 245
5. ↑  Nationalencykopedin, band 14 (1994), s. 441